# Zuehl (Teksas)
Zuehl je naseljeno mjesto za statističke potrebe u američkoj saveznoj državi Teksas. Prema popisu stanovništva iz 2010. u njemu je živjelo 376 stanovnika.